# Кеми
Кеми (фин. Kemi, швед. Kemi, лап. Giepma) је град у Финској, у северном делу државе. Кеми је други по величини и значају град округа Финска Лапонија, где град са окружењем чини истоимену општину Кеми.

## Географија
Град Кеми се налази у северном делу Финске. Од главног града државе, Хелсинкија, град је удаљен 710 км северно.
Рељеф: Кеми се сместио у северном делу Скандинавије, у историјској области Лапонија. Подручје града је равничарско до брежуљкасто, а надморска висина се креће око 10 м.
Клима у Кемију је оштра континентална на прелазу ка субполарној клими. Стога су зиме оштре и дуге, а лета свежа.
Воде: Кеми се развио на ушћу реке Кемијоки у Ботнијски залив, у најсевернијем делу Балтичког мора.

## Историја
Кеми је за финске услове млад град, са градским правима од 1869. године. Насеље се развио током 19. века због доброг природног пристана на овом месту. 
Последњих пар деценија град се брзо развио у савремено градско насеље северног дела државе.

## Становништво
Према процени из 2012. године у Кемију је живело 27.973 становника, док је број становника општине био 22.285.
| 1980. | 1990.  | 2000.  | 2012.  |
| ----- | ------ | ------ | ------ |
| -     | 29.604 | 29.189 | 27.973 |

Етнички и језички састав: Кеми је одувек био претежно насељен Финцима. Последњих деценија, са јачањем усељавања у Финску, становништво града је постало шароликије. По последњим подацима преовлађују Финци (98,0%), присутни су и у веома малом броју Швеђани (0,1%), док су остало усељеници.

## Галерија
- Валтакату, главна трговачка улица у Кемију
- Градска кућа Кемија
- Главна Протестантска црква у граду
- Православна црква у Кемију